# Res publica Aequiculanorum

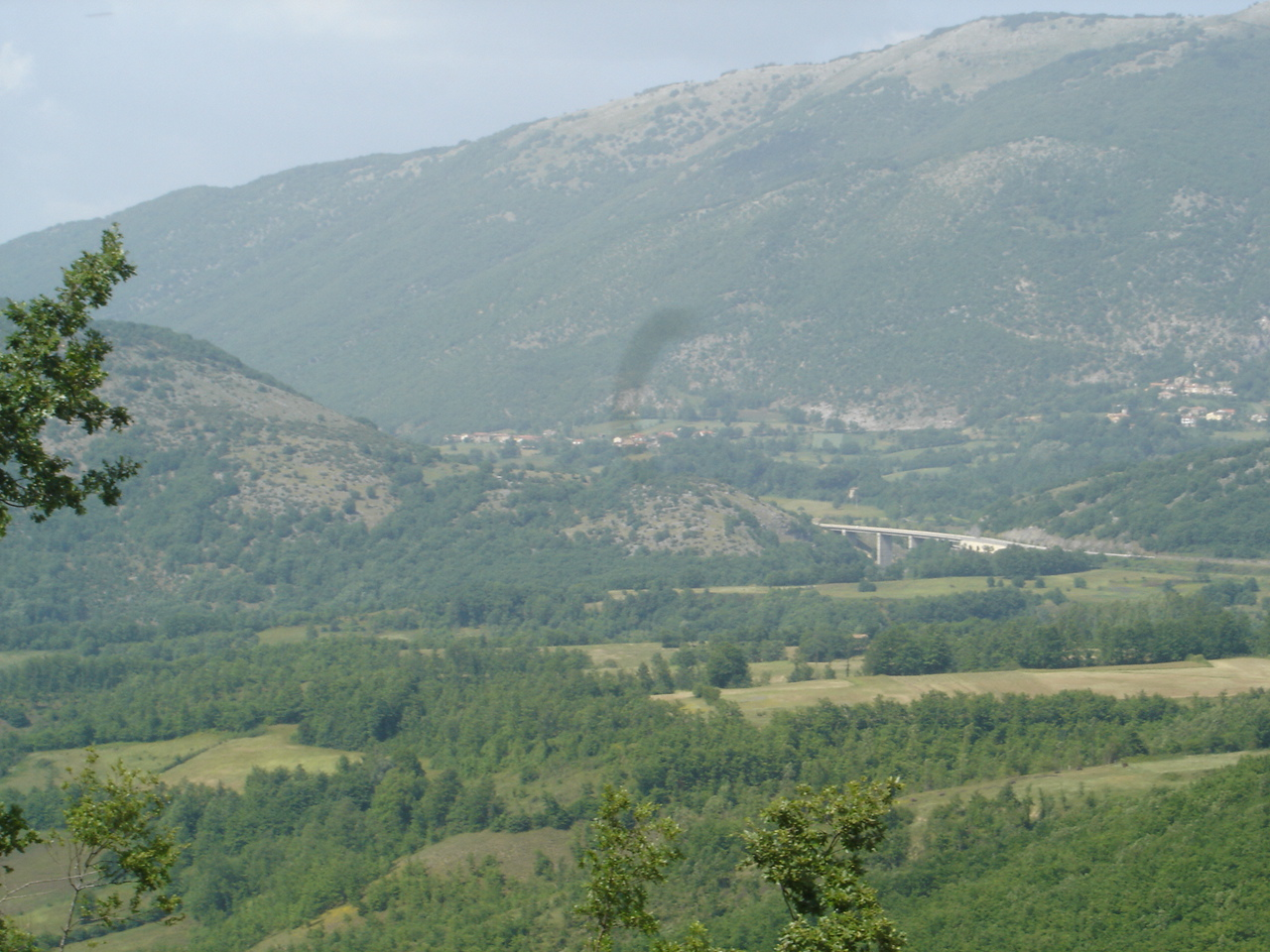
Veduta del contemporaneo territorio di Nesce (Pescorocchiano)

La Res publica Aequiculanorum (o Res publica Aequiculorum) fu un municipium di età romana nel territorio degli Equicoli (Equicolani).
Viene citato nel Corpus Inscriptionum Latinarum IX, p. 388.
Gli Equi abitavano in epoca storica l'area della valle del Salto che i Romani avrebbero chiamato Ager Aequiculanus, identificabile con la regione storico-geografica del Cicolano, da cui prese il nome. 
La tradizione letteraria ci parla di due re degli Equicoli: Septimius Modius, il primo re, e Ferter Resius. A questo re viene attribuita l’introduzione a Roma del sacerdozio dei feziali, ai tempi di Numa Pompilio ed Anco Marzio (VII secolo a.C.). I sacerdoti dovevano stabilire i rapporti con i popoli confinanti, ma anche dichiarare guerra. Per aprire le ostilità i feziali scagliavano nel territorio nemico una lancia con asta di legno e punta in corniolo rosso, a simboleggiare il sangue. L’istituzione di un rex avvenne forse alla fine dell’età del Ferro e sembra costituire il passaggio dagli Aborigeni agli Equicoli.
Il territorio della Res publica Aequiculanorum confinava a sud-est con Alba Fucens, a nord con Amiternum, a nord-ovest con Reate, ad ovest con Trebula Mutuesca ed a sud-ovest con Carsioli. 
I centri principali degli Equicoli in epoca romana furono i municipi di Nersae (nei pressi di Civitella di Nesce in Pescorocchiano) e Cliternia (nei pressi di Petrella Salto o Fiamignano).
Nel Museo Nazionale Romano, presso le terme di Diocleziano, si conservano due rilievi in marmo provenienti dall’antica Nersae. Uno di questi (da Pescorocchiano) raffigura una scena di lotta tra due gladiatori, che doveva decorare un sepolcro funerario della fine del I secolo a.C. Sulla destra compare l'arbitro della contesa con un bastone per separare i due contendenti (a ricordo degli spettacoli gladiatori che si tennero nel teatro di Nersae). 
L'altro rilievo raffigura Mithra Tauroctonos nell’atto di sacrificare il toro sacro. Il culto di Mithra venne importato in Italia dai legionari romani a seguito della guerra contro i Parthi, alla fine del II secolo d.C., e fu assimilato al dio Sole. Sulla cornice inferiore l'iscrizione ricorda un certo Apronianus, cassiere (arkarius) degli Equi (rei publicae), che, ai tempi di Marco Aurelio, il 25 Giugno 171 d.C. inaugurò il nuovo mitreo di Nersae .